# Thinopteryx erythrosticta
Thinopteryx erythrosticta är en fjärilsart som beskrevs av Eugen Wehrli 1939. Thinopteryx erythrosticta ingår i släktet Thinopteryx och familjen mätare. Inga underarter finns listade i Catalogue of Life.